# Derek Riggs
Pour les articles homonymes, voir Riggs.
Derek Riggs est l'illustrateur des pochettes et affiches du groupe de heavy metal Iron Maiden, et également de nombreux autres groupes.
Né le 13 février 1958 à Portsmouth en Angleterre, il commence sa carrière d'illustrateur au cours des années 1970. Le magazine de BD Heavy Metal publie une de ses premières couvertures.
Toutefois, Derek souhaite se distinguer par ses pochettes d'albums.
Remarqué par un groupe prometteur du heavy metal, Iron Maiden, une de ses peintures est retenue pour leur premier album. Elle représente un monstre surnommé Eddie the Head qui devient rapidement la mascotte du groupe.
Lié par contrat, Riggs s'occupe exclusivement de tout ce qui représente Iron Maiden (disque, merchandising, etc.) jusqu'au début des années 1990.
Délaissant la gouache, il travaille de plus en plus souvent avec son ordinateur et collabore avec Bruce Dickinson, le chanteur de Iron Maiden.
Derek Riggs travaille également avec d'autres formations comme Gamma Ray et Stratovarius. 